# Sojoez MS-19
Sojoez MS-19 (Russisch: Союз МС-19) was een ruimtevlucht naar het Internationaal ruimtestation ISS. Het was de 147ste vlucht van een Sojoez-capsule en de negentiende van het Sojoez MS-type. De lancering was op 5 oktober 2021. Tijdens deze vlucht werden drie bemanningsleden naar het Internationaal ruimtestation ISS vervoerd. 
De bemanning bestond uit Russisch filmregisseur Klim Sjipenko en actrice Joelia Peresild die namens Channel One een film in de ruimte hebben gemaakt. Na een week kwamen ze met Sojoez MS-18 terug naar de Aarde. Op 30 maart 2022 keerde MS-19 weer terug op aarde met aan boord Mark Vande Hei die met 355 dagen het record van het langste verblijf van een NASA-astronaut in de ruimte verbeterde.

## Bemanning
| Positie           | Ruimtevaarder lancering                      | Ruimtevaarder terugkeer |
| ----------------- | -------------------------------------------- | ----------------------- |
| Commandant        | Anton Sjkaplerov, RSA 4e ruimtevlucht        | Anton Sjkaplerov        |
| Flight Engineer 1 | Klim Sjipenko, Channel One 1e ruimtevlucht   | Pjotr Doebrov           |
| Flight Engineer 2 | Joelia Peresild, Channel One 1e ruimtevlucht | Mark Vande Hei          |

### Reservebemanning
| Positie           | Ruimtevaarder        |
| ----------------- | -------------------- |
| Commandant        | Oleg Artemjev, RSA   |
| Flight Engineer 1 | Aleksey Dudin, RSA   |
| Flight Engineer 2 | Alena Mordowina, RSA |